# Arkiv för matematik, astronomi och fysik
Arkiv för matematik, astronomi och fysik var en vetenskaplig tidskrift som gavs ut av Kungliga Vetenskapsakademien från 1903 till 1949. Den skapades tillsammans med tre andra tidskrifter inom andra områden ur Vetenskapsakademiens Handlingar 1903.
Efter 1949 delades tidskriften upp i fyra: Arkiv för astronomi, Arkiv för fysik, Arkiv för geofysik respektive Arkiv för matematik.